# Terminoflustra sagamiensis
Terminoflustra sagamiensis är en mossdjursart som först beskrevs av Okada 1921.  Terminoflustra sagamiensis ingår i släktet Terminoflustra och familjen Flustridae. Inga underarter finns listade i Catalogue of Life.